# Pithoragarh
Pithoragarh est une ville indienne située dans le district de Pithoragarh, dans l’État de l'Uttarakhand. En 2011, sa population était de 56 044 habitants.

## Traduction
- (en) Cet article est partiellement ou en totalité issu de l’article de Wikipédia en anglais intitulé « Pithoragarh » (voir la liste des auteurs).